# Alter jüdischer Friedhof (Hayange)

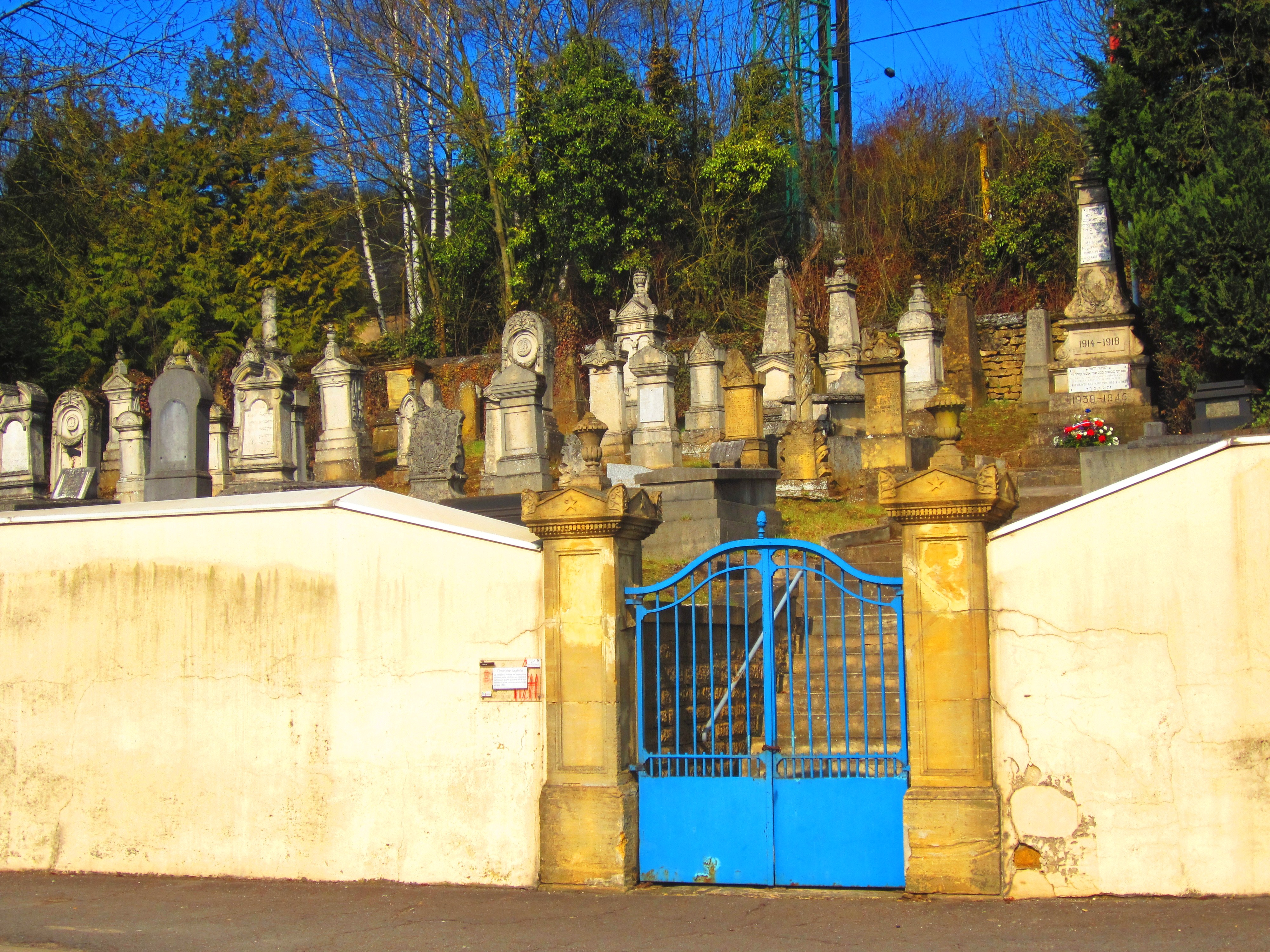
Alter jüdischer Friedhof in Hayange

Der Alte jüdische Friedhof in Hayange, einer französischen Gemeinde im Département Moselle in der historischen Region Lothringen, wurde 1866 angelegt. Der jüdische Friedhof befindet sich an der Rue du général De Gaulle. 
Auf dem Friedhof sind noch viele Grabsteine erhalten.
Nachdem der Friedhof voll belegt war, wurde 1953 der Neue jüdische Friedhof in Hayange angelegt.